# أرنالدو سيلفا
أرنالدو سيلفا (بالبرتغالية: Arnaldo Silva‏) (1 فبراير 1944 ببيساو في غينيا بيساو - 24 مايو 1999 في البرتغال) هو لاعب كرة قدم برتغالي في مركز الوسط. شارك مع منتخب البرتغال لكرة القدم. أما مع النوادي، فقد لعب مع نادي ليتشويس ونادي بايرنسيه وG.D. Riopele ‏ وأمورا ‏ وC.D. Montijo ‏ وSeixal F.C. ‏ وفيلانوفنسي ‏ ونادي فابريل وEstrela de Vendas Novas ‏.

## وصلات خارجية
- أرنالدو سيلفا على موقع قاعدة بيانات كرة القدم.إي يو (الإنجليزية)
- أرنالدو سيلفا على موقع ناشيونال فوتبول تيمز (الإنجليزية)
- أرنالدو سيلفا على موقع عالم كرة القدم.نت (الإنجليزية)